# Perizoma seriata
Perizoma seriata là một loài bướm đêm trong họ Geometridae.